# Faramarz Aslani
Pour les articles homonymes, voir Aslani.
Faramarz Aslani (en persan : فرامرز اصلانی) (né le 13 juillet 1945 à Téhéran et mort le 20 mars 2024 au Maryland) est un guitariste, auteur et chanteur iranien.

## Biographie
Journaliste de formation initiale (diplômé de l'université de Londres en 1972), Faramarz Aslani a exercé cette profession au Royaume-Uni et aux États-Unis (à Los Angeles).
Il a commencé sa carrière de musicien en 1977 à Téhéran, et peu de temps après la révolution de 1979, il a immigré au Royaume-Uni.

## Discographie

### Albums studio
- Ageh Ye Rooz (Occupation of The Heart), 1977, Columbia Records (CBS)
- Hafez, a Memorandum, 1978, Columbia Records (CBS)
- Days of Songs & Sorrow, 1999, Caltex Records
- Rumi (The Beloved Is Here), 2002, DBF Records
- The Third Line, 2010, Bamahang Productions
- Nimeh Shab Ta Bamdad, 2017

### Singles
- Soroude Karegar, 1979
- Parastooha (featuring Faramarz Assef), 1998
- Ma 2010 (featuring Shahrzad Sepandlou)
- Age Ye Rooz 2011 (featuring Dariush)
- Ey Eshgh 2011 (featuring Dariush)
- Divar 2011 (featuring Dariush)
- To 2013 (unplugged)
- Do Dariche, 2014
- Nakhab Koroush, 2018